# Meruschan Arzruni
Meruschan Arzruni (armenisch Մերուժան Արծրունի Meruzhan Artsruni, auch: Meružan Arcruni, Merujan, Ardzruni, Artzruni, Artsrouni; gest. 371 oder 380/381) war ein armenischer Adliger, Nacharar des 4. Jahrhunderts aus der Familie der Arzruni.

## Geschichte
Als der persische König Schapur II. in den 360er Jahren in Armenien einmarschierte, schworen Meruschan, sein Schwager Wahan Mamikonjan und mehrere andere armenische Fürsten dem Christentum zugunsten des Zoroastrismus ab und gingen zu den Persern über. Meruschan unterstützte Schapurs Armee bei der Eroberung von Tigranocerta und bei den Feldzügen in den Distrikten Arzanene, Ingilene (Անգեղտուն), Mzur in Oberarmenien (Բարձր Հայք), Sophene und Acilisene (Հաշտյանք), wo sie Ani-Kamakh eroberten und die Gräber der armenischen Arsakiden entweihten. Der armenische König Arschak II. floh daraufhin nach Westen nach Kleinasien, während der Sparapet (General) Wasak Mamikonjan zurückgelassen wurde und die zentrale Provinz Ayrarat (Այրարատ) allein verteidigen musste. Arschak und Wasak wurden später durch Betrug von Schapur gefangen genommen; Wasak wurde getötet und Arschak beging Selbstmord oder wurde in Anhush Berd umgebracht.
Meruschan wird in den klassischen armenischen historischen Geschichten als Verräter behandelt. Es heißt, dass ihm von Schapur Reichtum und Macht versprochen worden seien und Schapurs Schwester als Ehefrau. James R. Russell glaubt, dass Meruschan ein dynastischer Herrscher von Sophenene war, der sich selbst als Herrscher sah und seine rechtmäßigen Befugnisse ausübte, um dem Wachstum des Christentums entgegenzuwirken. Moses von Choren schreibt, Meruschan sei von Smbat Bagratuni in Kogovit nach der Schlacht von Bagavan 371 getötet worden, wo die römisch-armenische Armee von den Persern geschlagen worden war. Faustus von Byzanz berichtet, Meruschan sei einige Jahre später von Manuel Mamikonjans (Մանուէլ Մամիկոնեան) Männern ermordet worden, nachdem sie Armenien mit einer sassanidischen Armee angegriffen hatten.